# Edifici Deutsche Bank (Barcelona)
L'Edifici Deutsche Bank, actualment conegut com a Edifici Europa, és un edifici situat al Passeig de Gràcia, 109-111, cantonada amb l'Avinguda Diagonal, 446-448 de Barcelona. Consta de 19 plantes, amb una superfície total de 12.000 m².

## Història i descripció
Fou projectat el 1961 per l'arquitecte Santiago Balcells i Gorina per al Banc Comercial Transatlàntic, després Deutsche Bank, i l'any 2014 va ser adquirit per la societat KKH Property Investors per un import de 90 milions d'euros, que el va reconvertir en apartaments de luxe segons el projecte de l'arquitecte Carles Ferrater.
En aquest edifici s'hi trobava la seu de la Fundació Cuatrecasas i del Consolat General de la República Federal d'Alemanya a la ciutat. La planta baixa de la dependència annexa s'utilitzà com a oficina del Deutsche Bank, fins que el març del 2016 es traslladà al Passeig de Gràcia, 112. Actualment hi ha la Casa Seat, un espai multifunció.